# Crepúsculo en Porta Romana (Milán)
Crepúsculo en Porta Romana también conocido como Crepúsculo es una pintura del artista Umberto Boccioni, realizada alrededor de 1909, en 1914 en su estudio de Via Adige, cerca de Porta Vigentina-Via Ripamonti en Milán, conservado en el Museo Museo del Novecento de Milán. es una obra de arte pintada al óleo sobre lienzo (90x120 cm) realizada en 1909 por el pintor Umberto Boccioni en Milán en su estudio de Via Adige, cerca de Porta Vigentina-Via Ripamonti.

## Descripción
La Ópera está vinculada al análisis del territorio de Porta Romana en Milán y su crecimiento innovador y moderno, continuando su investigación artística ya iniciada con Officine a Porta Romana.